# Смирнов, Николай Яковлевич (военачальник)
Николай Яковлевич Смирнов (1804—1875) — русский военачальник, генерал-майор, комендант Пятигорской крепости.

## Биография
Родился в 1804 году, образование получил в Нижегородской губернской гимназии.
В военную службу вступил в 1822 году унтер-офицером в 27-й егерский полк.
В середине 1820-х годов перевёлся на Кавказ, где в 1826—1827 годах принимал участие в войне с персами и в 1827 году за отличие был награждён Знаком отличия Военного ордена св. Георгия.
В 1828 году был произведён в прапорщики и в следующем году за отличия в кампании против турок был награждён орденом св. Анны 3-й степени, причём при штурме Карса был ранен пулей навылет в правое бедро.
Практически все 1830-е и 1840-е годы Смирнов провёл в беспрерывных походах на Кавказе против горцев. В 1850 году он получил орден св. Анны 2-й степени и 1 февраля 1852 года за беспорочную выслугу 25 лет в офицерских чинах был награждён орденом св. Георгия 4-й степени (№ 8947 по кавалерскому списку Григоровича — Степанова).
Приняв участие в первых боях Восточной войны на Кавказе, Смирнов был в 1854 году произведён в полковники и назначен Пятигорским комендантом. В 1855 году за отличия против турок был награждён орденом св. Владимира 4-й степени с бантом.
Произведённый 29 августа 1864 года в генерал-майоры, Смирнов через год был назначен помощником окружного интенданта Кавказского военного округа. В 1869 году он был удостоен ордена св. Владимира 3-й степени с мечами и назначен состоять при Кавказской армии; в 1871 году награждён орденом св. Станислава 1-й степени.
В мае 1874 года Смирнов вышел в отставку и скончался 11 апреля 1875 года.